# 体質
| ウィキペディアには「体質」という見出しの百科事典記事はありません（タイトルに「体質」を含むページの一覧/「体質」で始まるページの一覧）。 代わりにウィクショナリーのページ「体質」が役に立つかもしれません。 |